# WSF Puchar Świata 2007: Chanty-Mansyjsk
WSF Puchar Świata 2007: Chanty-Mansyjsk – pierwsze w 2007 r. zawody
siłaczy federacji World Strongmen Federation, z cyklu Pucharu Świata.
Data: 8 września 2007 r.

Miejsce: Chanty-Mansyjsk  Rosja
WYNIKI ZAWODÓW:
| Miejsce | Zawodnik           | Kraj                         | Punkty |
| ------- | ------------------ | ---------------------------- | ------ |
| 1.      | Stojan Todorczew   | Bułgaria                     | 49     |
| 2.      | Tarmo Mitt         | Estonia                      | 47,5   |
| 3.      | Elbrus Nigmatullin | Rosja                        | 42     |
| 4.      | Raivis Vidzis      | Łotwa                        | 36,5   |
| 5.      | Rene Minkwitz      | Dania                        | 33     |
| 6.      | Brian Shaw         | Stany Zjednoczone            | 30,5   |
| 7.      | Christian Savoie   | Kanada                       | 24     |
| 8.      | Glenn Ross         | Irlandia Północna            | 20     |
| 9.      | Mustaba Maleki     | Zjednoczone Emiraty Arabskie | 17     |
| 10.     | Karim Taleshi      | Iran                         | 17     |
| 11.     | Igor Torlak        | Rosja                        | 9,5    |